# الصحة في سلوفاكيا

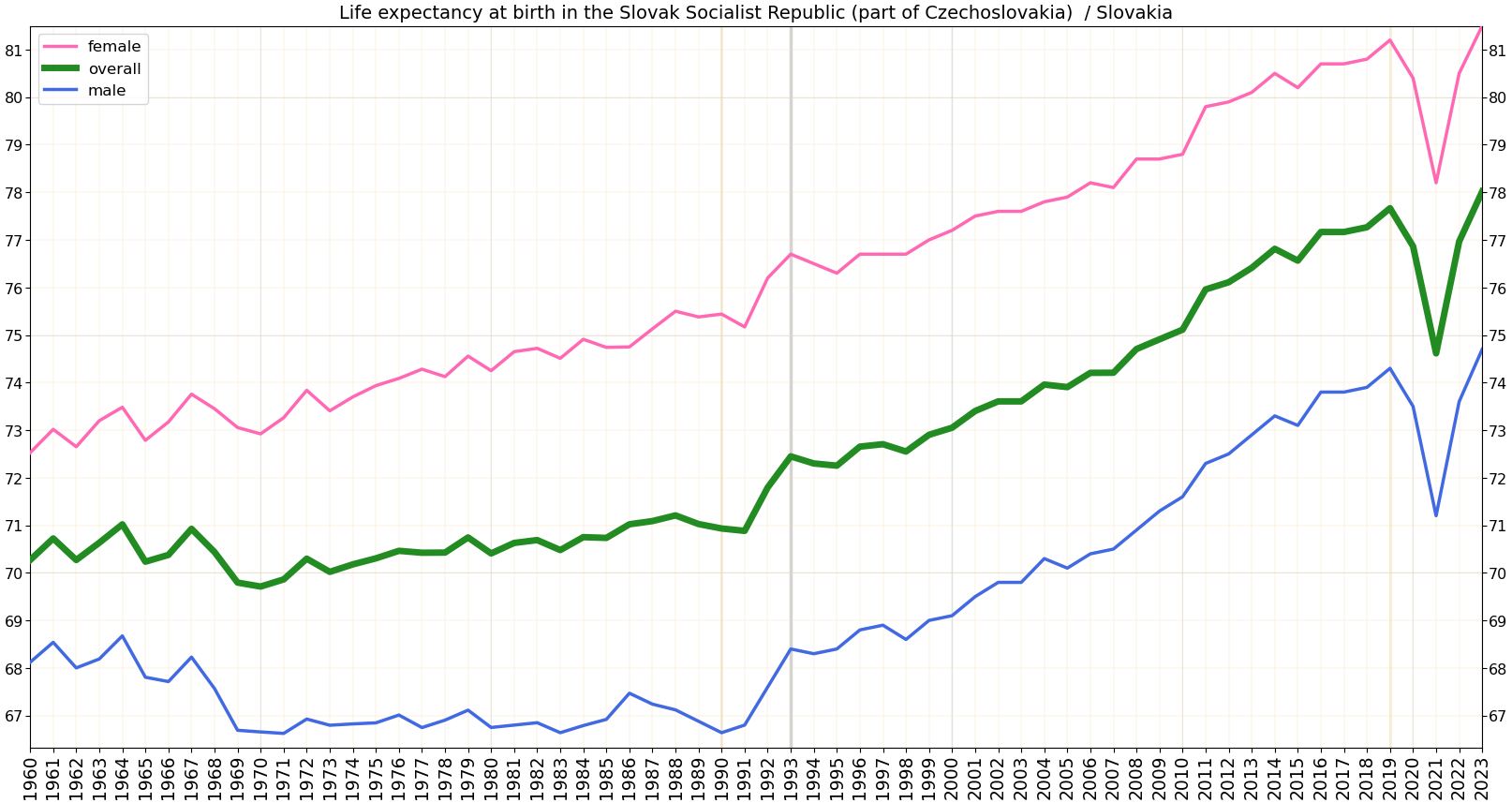
الأحداث الزمنية الرئيسية في تشيكوسلوفاكيا والتشيك وسلوفاكيا: التحولات السياسية وجائحة كوفيد-19 (1990-2019). المصدر: مجموعة البنك الدولي.

كان لدى سلوفاكيا رابع أعلى معدل للوفاة من الأمراض المعدية في أوروبا في عام 2015, بمعدل 35 لكل 100,000 من السكان.
سلوفاكيا لديها تأمين صحي عام (إلزامي).

## الرعاىة الصحية
صنف مؤشر المستهلك الصحي في منطقة اليورو سلوفاكيا في المرتبة 24 من بين 35 دولة أوروبية في عام 2015, مشيرًا إلى أنه تم مؤخرًا إنشاء نظام خاص للتأمين الصحي الإضافي.